# Mater lectionis
Eine Mater lectionis (lateinisch für ‚Mutter der Lesung‘, Mehrzahl: Matres lectionis; hebräisch אם קריאה; arabisch أم قراءة, DMG Umm Qirāʾa, auch lateinisch littera quiescens ‚ruhender Buchstabe‘, quiescibilis, englisch quiescible oder Fulcrum ‚Bettgestell‘ genannt) ist in den Konsonantenschriften der semitischen Sprachen ein Buchstabe, der in einem gegebenen Kontext an Stelle seines konsonantischen Lautwertes den eines Vokals annimmt. So wird zum Beispiel im Hebräischen der Buchstabe Waw zur Anzeige von o oder u und Jod für i, seltener für e verwendet. Auch das He am Wortende ist zumeist Mater lectionis. Dies gilt insbesondere im Bibelhebräischen immer dann, wenn es ohne Mappiq notiert ist. Gerade ohne die dort üblichen Niqqud, also in der reinen Konsonantenschrift, bleibt die Schreibung mithin mehrdeutig, da dieselben Zeichen je nach ihrer Position ja auch mit ihren konsonantischen Lautwerten Verwendung finden.
Wenn im hebräischen Schriftbild ein Wort mit einer oder mehreren Matres lectionis auftritt, spricht man von Plene-Schreibung; wenn dasselbe Wort an anderer Stelle ohne Mater lectionis auftritt, spricht man von defektiver Schreibung. Sinn und Aussprache des betreffenden Wortes ändern sich dadurch nicht. Beide Schreibweisen sind historisch belegt; die in der Spätantike und dem frühen Mittelalter entstandene masoretische Schreibung des Bibeltexts ist tendenziell defektiv, die im Modernhebräischen übliche Schreibung hingegen eher plene. Der Leser hebräischer Texte muss mit beiden Schreibweisen rechnen. In den ältesten hebräischen Schriftfunden (ab 10. Jh. v. Chr.) ist die Verwendung von Matres lectionis erst im Ansatz erkennbar; hier werden fast nur Vokale, die am Wortende stehen, geschrieben.
Ähnliches wie für Hebräisch gilt für die aramäischen Schriften.
Im Arabischen werden Wāw, Yā', Alif und Tā' marbūta als Matres lectionis gebraucht, in der Regel jedoch nur für lange Vokale.
Sowohl Hebräisch als auch Aramäisch und Arabisch haben zusätzlich zu der auf Matres lectionis beruhenden Plene-Schreibung Vokalisationssysteme (hebräisch Nikud) entwickelt, die die Konsonanten mit Zusatzzeichen versehen, um die in deren Umfeld auftretenden Vokale differenziert anzeigen zu können. Diese vokalisierte Schreibung findet üblicherweise jedoch kaum Verwendung; sie herrscht in Wörterbüchern und Grammatiken vor und wird im Unterricht verwendet.